# Ташкентский международный кинофестиваль
Ташкентский международный кинофестиваль (узб. Toshkent xalqaro kinofestivali) — ежегодный кинематографический фестиваль, проводимый в формате «фестиваль фестивалей». Основан в 1958 году как Международный фестиваль стран Азии и Африки. С 1976 года - Международный фестиваль стран Азии, Африки и Латинской Америки. По этим название кинофестиваль просуществовал до 1988 года. После приобретения Узбекистаном независимости проходил лишь дважды (1992 и 1997 года) под названием Международный ташкентский кинофестиваль. Был возрожден в 2021 году под названием Ташкентский международный кинофестиваль "Жемчужина Шелкового пути". Проводится в Ташкенте во второй половине года.

## История

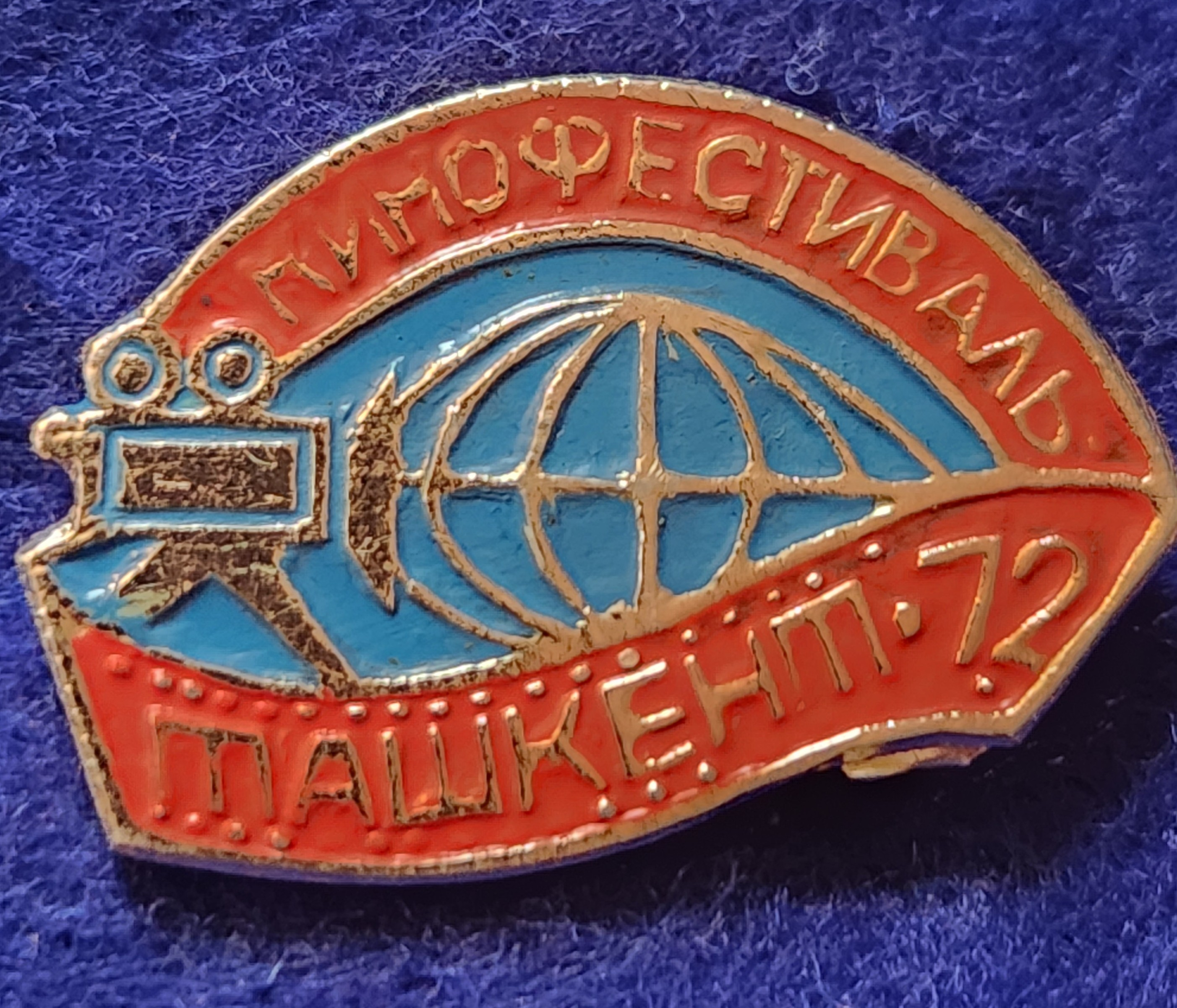
Кинофестиваль Ташкент-72 значок

Первый кинофестиваль в Ташкенте состоялся в 1958 году. Следующий кинофестиваль состоялся лишь в 1968 году и стал относительно регулярным вплоть до 1988 года (в 1970 году кинофестиваль не состоялся). Кинофестивали организовывались Госкино СССР и Союзом кинематографистов СССР при участии Госкино УзССР и Союза кинематографистов УзССР.
Фестиваль не был конкурсным, по результатам просмотров присуждались премии, призы, памятные медали различных общественных организаций, которые вручались в торжественной обстановке на сцене Ташкентского театра оперы и балета имени А. Навои (так например, существовал Приз Советского комитета солидарности стран Азии и Африки).
В программу фестиваля входили показы новых лент разнообразных жанров и направлений, различные информационные программы, дискуссионные клубы и круглые столы, действовал кинорынок.
Честь открыть первый ташкентский фестиваль выпала картине «Буря над Азией» режиссёра Камиля Ярматова.
На первом фестивале приняли участие 49 представителей азиатских и африканских государств, к середине 1980-х годов их число возросло вдвое. Гостями фестиваля были известные кинематографисты, работники культуры, общественные и политические деятели. В годы независимости Узбекистана Кинофестиваль состоялся в 1992 и 1997-м годах.
Возрожден Кинофестиваль был в 2021 году в соответствии с постановлением президента Узбекистана «О возрождении и проведении Ташкентского международного кинофестиваля» как ежегодный Ташкентский международный кинофестиваль «Жемчужина Шелкового пути» под руководством генерального директора кинофестиваля Фирдавса Абдухаликова, под руководством состоялись с XIII-XV фестивали с 2021-2023 годы. Задачи дирекции и главным заказчиком Кинофестиваля стал Центр развития национальной кинематографии Узбекистана.
28 сентября - 3 октября 2021 года состоялся XIII Ташкентский международный кинофестиваль «Жемчужина Шелкового пути». 14 сентября – 19 сентября 2022 года состоялся XIV Международный ташкентский кинофестиваль с участием 400 кинематографистов из 40 зарубежных стран и более 1,5 тысячи студентов.
Возрожденный кинофестиваль поддерживает традиции, заложенные во времена проведения Международного кинофестиваля стран Азии, Африки и Латинской Америки. В Ташкент приезжают кинематографисты со всего мира, проводятся показы новинок кино, в том числе ко-продукционных картин, созданных при участии узбекского кинематографа
В основную программу прошедших кинофестивалей, помимо кинопоказов вошли конкурсная программа «Кино за 5 дней», подписание меморандумов о сотрудничестве, презентации новых кинопроектов, а также новации в Доме кино и в студии "Узбекфильм".
В числе гостей, которые посетили возрожденный кинофестиваль в 2021-2022 годах – Люк Бессон, Такеши Китано, Арманд Ассанте, Кшиштоф Занусси, Никита Михалков, Бурак Озчивит, Норгуль Ешилчай, Дилан Чичек Денис, Мелисса Аслы Памук, Рустам Сагдуллаев, Франко Неро, Митхун Чакраборти, Жерар Депардье, Сергей Безруков, Пунам Дхиллон, Тимур Бекмамбетов, Таукель Мусилим, Зинат Аман, Умеш Мехра и многие другие. Помимо участия в кинофестивале гости выступили перед студентами с мастер-классами и провели творческие встречи.
В 2023 году прошел юбилейный XV кинофестиваль.

## Награды
- 1968 — Смерть ростовщика (1966) реж. Т. Собиров - Диплом
- 1976 — Сказание о Сиявуше (1976) реж. Б. Кимягаров) - Диплом
- 1981 — Мужчины без женщин (реж. А.Видугирис)
- 1984 — Заложник (1983) реж. Ю. Юсупов - Диплом
- В рамках XIV Ташкентского международного кинофестиваля премиями за «За вклад в развитие мирового кинематографа» были награждены Такеши Китано и Кшиштоф Занусси[20]
- XV кинофестиваль, «За вклад в развитие мирового кинематографа» награждены режиссеры Ираклий Квирикадзе, Александр Сокуров и Пьетро Марчелло[18].